# Pierre Fabri (rhétoricien)
Pour les articles homonymes, voir Pierre Fabri, Fabri, Pierre Lefebvre et Le Fèvre.
Pierre Le Fèvre, dit Pierre Fabri, né à Rouen vers 1450 et mort entre 1515 et 1521, est un métricien, rhétoricien et poète français.

## Biographie
Pierre Fabri est un des premiers auteurs qui aient donné des préceptes sur l’art d’écrire en français. Il a donné un singulier Traité de rhétorique, divisé en deux livres, imprimé en caractères gothiques à Rouen chez Thomas Ryer et Simon Gruel, 1521, in-8°. Le second livre de ce traité est complètement consacré à l’art poétique et contient plusieurs pièces telles chants royaux, ballades, rondeaux, virelais, chansons, etc. composés par lui et citées comme modèles pour tous les genres de poésie. Cet ouvrage eut beaucoup de succès dans sa nouveauté et plusieurs fois réédité de 1521 à 1544.
On lui doit également les Épitaphes du roi Louys, imprimées à Rouen et un Traité touchant le temps de maintenant, où sont introduites parlant ensemble douze dames, lesquelles sont : Rome, Florence, Gênes, Venise, Milan, France, Espagne, Angleterre, Flandre, Autriche et où l’auteur lui-même remplit le rôle d’acteur. 

## Œuvres
- Le Grand et Vrai Art de pleine rhétorique : utille, proffitable et necessaire à toutes gens qui desirent a bien elegament parler et escrire, intr., notes et glossaire Alexandre Héron, Genève, Slatkine Reprints, 1969
- Le Defensoire de la conception de la glorieuse Vierge Marie, en forme de dialogue, Louvain, Impr. de l'Immaculée Conception de N. Dame, 1514, 1666

## Pour approfondir